# Sonia Lagarde
Pour les articles homonymes, voir Lagarde.
Sonia Lagarde, née Boyer le 29 août 1948 à Nouméa, est une femme politique française néo-calédonienne. Elle est membre de Renaissance.
Non-indépendantiste, elle est une figure de plusieurs partis divers droite d'opposition au Rassemblement pour la Calédonie dans la République (RPCR, devenu en 2004 le Rassemblement-UMP puis en 2015 le Rassemblement-Les Républicains) : Une Nouvelle-Calédonie pour tous (UNCT) de 1995 à 1999, l'Alliance de 1999 à 2004, l'Avenir ensemble de 2004 à 2008 et Calédonie ensemble de 2008 à 2015. 
Membre du Congrès de la Nouvelle-Calédonie de 1995 à 2012 et vice-présidente de l'Assemblée de la Province Sud de 2004 à 2011, elle est élue députée dans la 1re circonscription (Nouméa, Île des Pins, Îles Loyauté) en 2012 ; à l'Assemblée nationale, elle siège au sein du groupe de l'Union des démocrates et indépendants (UDI). Après avoir été chef de l'opposition municipale à la majorité du maire Jean Lèques à Nouméa, elle devient maire de la ville à la suite de sa victoire aux élections municipales de 2014. La liste qu’elle conduit l’emporte au premier tour lors du scrutin de 2020, ce qui lui permet d’être réélue maire.

## Origines familiales et enfance
Sonia Lagarde est la fille unique d'Yves Boyer (né le 1er août 1922) et de Marguerite Boucher (née le 22 mars 1924),,. 
Du côté paternel, elle est la petite-fille de François Marie Boyer (peut-être 1876-1931), gardien de prison d'origine bretonne, natif de Saint-Jean-Brévelay dans le Morbihan, et de son épouse, Blanche Eugénie Martin (1891-1963), pour sa part native de Nouméa et fille d'un Franc-comtois et d'une Bretonne. Yves Boyer, le père de Sonia Lagarde, est leur troisième fils et septième enfant sur neuf. Il s'engage comme volontaire dans le Bataillon du Pacifique (« le plus jeune », d'après Sonia Lagarde) en août 1941, pour la Syrie. Il est ensuite fonctionnaire, installé avec sa famille dans le quartier des Volontaires à la Vallée du Tir, où sa fille unique Sonia va grandir. 
Du côté maternel, elle est la petite-fille de Henri Thomas Boucher (1863-1945), originaire de Parsac dans la Creuse, ancien militaire dans la cavalerie condamné et envoyé au bagne de Nouvelle-Calédonie où il arrive par le Navarin du 2 octobre 1884 (53e convoi). Il est libéré en 1893 et s'installe alors comme scieur de long à Farino. Il y épouse en 1909 Ida Vincent (née en 1893), fille d'un autre libéré, Augustin Vincent (1847-1922), originaire de Réparsac en Charente, pour sa part concessionnaire installé sur la section de Thia à La Foa. Ils ont ensemble neuf enfants, dont Marguerite Boucher, la mère de Sonia Lagarde, est le huitième et avant-dernier. Devenue Marguerite Boyer, elle gère un « milk-bar » donnant sur la place des Cocotiers, au centre-ville de Nouméa. 
Sonia Lagarde épouse Louis « Nounoune » Lagarde, médecin généraliste de Nouméa et militant fondateur de l'éphémère Fédération radicale de Nouvelle-Calédonie dans les années 1970, avec qui elle a un fils, Louis Lagarde, né le 22 février 1980, archéologue travaillant sur la préhistoire néo-calédonienne et tout particulièrement sur l'industrie lithique et le matériel de coquillage, attaché de conservation à l'Institut d'archéologie de la Nouvelle-Calédonie et du Pacifique (IANCP) depuis 2006 et enseignant vacataire puis maître de conférences en « Arts et archéologie des mondes anciens » à l'Université de la Nouvelle-Calédonie depuis 2011.

## Carrière professionnelle
Après un séjour en Australie qui lui permet de perfectionner son anglais, Sonia Lagarde, sous son nom de jeune-fille (Boyer), est l'une des premières speakerine de la radio-télévision publique locale en Nouvelle-Calédonie (ORTF Radio et Télé Nouméa puis FR3-Nouvelle-Calédonie). Elle devient ensuite mannequin, avant de lancer un commerce de vente de prêt-à-porter féminin dans le centre-ville de Nouméa.

## Parcours politique

### Engagement provincial et territorial

#### Débuts aux côtés de Didier Leroux
Membre de plusieurs associations, notamment du syndicat des commerçants, durant les années 1980 et 1990, elle est d'abord militante (mais non élue) du parti historique de l'opposition à l'indépendance de la Nouvelle-Calédonie, le Rassemblement pour la Calédonie dans la République (RPCR) du député Jacques Lafleur, fondé en 1977 et qui constitue la première force du territoire à partir de 1989. Elle entre véritablement en politique en 1995 lorsque, avec Didier Leroux et d'autres dissidents du RPCR, elle participe à la constitution du mouvement « Une Nouvelle-Calédonie pour tous » (UNCT). Cette nouvelle formation sert alors surtout à réunir certaines figures du RPCR déçues par la décision de Jacques Lafleur de soutenir la candidature d'Édouard Balladur à l'élection présidentielle de 1995 et qui décident quant-à-elles d'appeler à voter pour Jacques Chirac. Et Sonia Lagarde apparaît depuis comme une fidèle chiraquienne, soutenant à nouveau ce dernier en 2002 alors que Didier Leroux soutenait lors de ce scrutin François Bayrou. 
Lors des élections provinciales du 9 juillet 1995, elle est élue une première fois membre du Congrès du Territoire et de l'Assemblée de la Province Sud, en troisième position sur la liste UNCT emmenée par Didier Leroux qui a obtenu 17,53 % des suffrages et 7 des 32 sièges à pourvoir. Elle est réélue le 9 mai 1999, sous l'étiquette de l'Alliance, nom du nouveau parti fondé en 1999 par Didier Leroux par la fusion de l'UNCT avec d'autres petits mouvements anti-indépendantistes et anti-Lafleur (la Fédération pour une nouvelle société calédonienne du maire de Bourail Jean-Pierre Aïfa, Calédonie Demain du maire de Dumbéa Bernard Marant et Développer ensemble pour construire l'avenir du maire de Koumac Robert Frouin). Elle est une nouvelle fois la troisième sur la liste menée par Didier Leroux en Province Sud, qui réalise toutefois un score moins important que quatre ans auparavant, retombant à 9,74 % des suffrages exprimés et 4 élus sur 40 à l'Assemblée de la Province Sud, dont 3 sur les 32 également envoyés au Congrès. 

#### Figure de l'Avenir ensemble
En 2004, elle participe avec le reste de l'Alliance à la liste Avenir ensemble, formée avec des dissidents plus récents du RPCR (Marie-Noëlle Thémereau qui en est la tête de liste, Harold Martin, Philippe Gomès) en Province Sud. Cette formation finit par obtenir la victoire aux élections provinciales du 9 mai 2004 en Province Sud (33,89 % des suffrages, 19 sièges sur 40 dont 15 des 32 envoyés au Congrès) : Sonia Lagarde, cinquième candidate de la liste, est donc réélue dans ces deux assemblées mais devient également l'une des figures de la nouvelle majorité. Elle accède le 14 mai suivant le scrutin à la fonction de 1re vice-présidente de l'Assemblée provinciale du Sud, aux côtés de Philippe Gomès qui en est le nouveau président à la place de Jacques Lafleur. Lorsque l'Avenir ensemble se transforme officiellement en nouveau parti politique le 28 août 2004, Sonia Lagarde en est l'un des dix « membres fondateurs » qui en constituent le premier bureau exécutif (avec Marie-Noëlle Thémereau, Harold Martin qui devient le 1er octobre suivant le premier président de ce mouvement, Didier Leroux, Philippe Gomès, Philippe Michel, Éric Babin, Isabelle Ohlen, Alain Descombels et Bernard Nénou). Au Congrès, elle est notamment le rapporteur du projet de loi du pays portant création des allocations familiales de solidarité servies par le régime des prestations familiales de solidarité et diverses dispositions d'ordre social, adopté le 11 mars 2005.

#### Soutien de Philippe Gomès et Calédonie ensemble
À partir de 2007, comme une majorité des élus du parti à la Province Sud, elle soutient Philippe Gomès dans la rivalité interne à l'Avenir ensemble qui l'oppose à Harold Martin et Didier Leroux, essentiellement au sujet de la stratégie à adopter après les échecs électoraux subis lors des élections législatives (les second prônant un rapprochement ou tout du moins une confrontation moins poussée avec le Rassemblement-UMP, nouveau nom du RPCR, tandis que le président de la Province Sud et ses partisans prônent au contraire de rester strictement fidèle au programme et à l'esprit de la campagne de 2004). Le 7 septembre 2008, la division est définitivement consommée puisque les pro-Philippe Gomès, dont Sonia Lagarde, annoncent alors leur démission collective de l'Avenir ensemble, pour fonder le 11 octobre suivant un nouveau parti baptisé Calédonie ensemble. Membre de son comité exécutif provisoire, Sonia Lagarde en anime le 13 décembre 2008 la troisième « rencontre citoyenne » sur le programme pour les élections provinciales de 2009, consacrée à l'environnement, puis fait partie des 17 personnalités élues le 31 janvier 2009 par le Comité directeur du mouvement pour former une direction collégiale. 
Aux élections provinciales du 10 mai 2009, Sonia Lagarde est 2e sur la liste Calédonie ensemble en Province Sud, venant juste après Philippe Gomès. Elle obtient le deuxième meilleur score, derrière celle du Rassemblement-UMP de Pierre Frogier mais assez loin devant l'alliance entre l'Avenir ensemble et le Mouvement de la diversité (LMD, parti du sénateur Simon Loueckhote, dissident du Rassemblement-UMP en 2006 puis du Rassemblement pour la Calédonie de Jacques Lafleur en 2008), avec 23,6 % des suffrages exprimés et 11 sièges sur 40 (dont 9 sur les 32 envoyés également au Congrès). Aucun parti ne disposant de majorité nette ni à l'Assemblée de la Province Sud, ni au Congrès, les trois listes non-indépendantistes arrivées en tête (le Rassemblement-UMP, Calédonie ensemble et l'Avenir ensemble-LMD) décident de passer un accord de majorité (dit de l'« Entente républicaine ») et de partage des responsabilités : Pierre Frogier devient président de l'Assemblée de la Province Sud, Harold Martin celui du Congrès et Philippe Gomès celui du gouvernement. Ce partage se poursuit dans le choix le 15 mai 2009 des vice-présidences de l'Assemblée provinciale : Calédonie ensemble en obtient deux, la 2e et la 3e, respectivement pour Philippe Michel et Sonia Lagarde, qui reste donc membre de l'exécutif du Sud, tandis que la 1re revient au Rassemblement-UMP Éric Gay. Elle est alors réélue vice-présidente par 34 voix contre 4 à la candidate FLNKS Odette Moindou et 2 bulletins blancs (ceux du RPC de Jacques Lafleur). Elle obtient du nouveau président provincial délégation permanente de signatures pour l'action sociale, la culture, les actions relevant du bureau de l'image et de l'aide au tournage et la condition féminine. Elle est également portée à la présidence du GIE « Nouvelle-Calédonie Tourisme Point Sud » (NCTPS), chargé de la promotion touristique de la destination Province Sud mais aussi de l'ensemble de la Nouvelle-Calédonie sur les marchés extérieurs, en partenariat avec les professionnels du secteur. Dans ces responsabilités, elle s'oppose, en vain, aux coupes des dépenses décidées dans les secteurs culturels et touristiques, militant plutôt pour un équilibre budgétaire par une augmentation des recettes de la Province Sud, notamment par une modification de la clé de répartition,.
En 2011, Calédonie ensemble passe totalement dans l'opposition au Rassemblement-UMP allié à l'Avenir ensemble. Par conséquent, le 27 octobre 2011, Pierre Frogier démissionne de la présidence de l'Assemblée de la Province Sud, afin de provoquer un renouvellement du bureau le 9 novembre suivant : Sonia Lagarde comme Philippe Michel perdent alors leurs postes de vice-présidents, tout en ayant été ce jour-là candidats à la présidence face à Pierre Frogier pour la première et à la 1re vice-présidence face à Alain Lazare pour le second (tous deux ont réuni 13 voix, soit les 11 de leur parti et les 2 de l'UDC, contre 21 à leurs adversaires).

### Chef de l'opposition municipale à Nouméa
Elle s'est engagée dans la vie politique nouméenne. Ainsi, en 2001, elle présente une liste baptisée « Nouméa, c'est capital"e" » unissant des personnalités de son parti Alliance, mais aussi d'autres du Mouvement pour la France (MPF) local et des personnalités de la société civile. La liste RPCR du maire sortant Jean Lèques est réélu dès le 1er tour, avec 53,39 % et 39 élus sur 49, mais « Nouméa, c'est capital"e" » réalise alors un assez bon score pour une première tentative dans ce bastion RPCR avec 22,54 % des suffrages et 5 élus (dont 3 de l'Alliance qui rejoindront plus tard l'Avenir ensemble et 2 MPF) et Sonia Lagarde devient alors la principale chef de l'opposition au conseil municipal. Toutefois, en 2006, les 2 élus MPF ont fait sécession du groupe « Nouméa c'est capital"e" » pour critiquer la position de l'Avenir ensemble au sujet du corps électoral (le MPF s'opposant à toute restriction du corps électoral et donc à fortiori au principe de corps gelé, tandis que l'Avenir ensemble, tout en marquant son attachement au principe « un citoyen français, une voix », soutenait à demi-mot le gel du corps électoral en mettant en avant l'engagement qui aurait pris par l'État et le RPCR au Comité des signataires de 2003). 
Pour les élections municipales de 2008, elle est désignée le 12 décembre 2007 candidate de l'Avenir ensemble par acclamation lors de primaires qui l'opposaient à deux autres personnalités du parti (Alain Descombels et Frédéric de Greslan) qui sont intégrées à sa liste. Celle-ci reprend pratiquement le même nom qu'en 2001, à savoir « Changer, c'est capital ». L'un des projets phares de son programme est alors la création d'un tramway reliant les banlieues nord du Grand Nouméa, et notamment Dumbéa, au centre-ville nouméen afin de désengorger les flux de circulations automobiles. Elle met aussi l'accent sur l'environnement (avec la proposition de créer un label « écoquartier », l'idée de développer le tri sélectif ou encore la mise en place d'une « brigade verte » pour sensibiliser les populations), sur la sécurité (avec le développement d'une police municipale « de proximité » ou encore de punir les délinquants par des travaux d'intérêt général). 
Au 1er tour le 9 mars 2008 elle arrive à la seconde position avec 24,74 % des suffrages, donc assez loin derrière celle Rassemblement-UMP du maire sortant Jean Lèques (43,49 %), mais pour la première fois ce dernier n'est pas réélu dès le premier tour, du fait du nombre important de listes présentées (sept en tout, dont quatre ouvertement anti-indépendantistes, deux seulement indépendantistes et une « accordiste »). Entre les deux tours, un rapprochement est un temps envisagé avec la liste « Nouméa, la diversité en mouvement » du sénateur et encore président à l'époque du RPC Simon Loueckhote, arrivé en troisième position avec 12,53 % des voix et lui aussi qualifié pour le second tour, mais ce dernier a finalement refusé la fusion afin de « marquer le paysage politique et être encore là demain ». Le deuxième tour le 16 mars 2008 prend donc la forme d'une triangulaire dont Jean Lèques et sa liste sortent vainqueurs en manquant de peu la majorité absolue en voix (de 149 votes, avec 49,41 % des suffrages) mais en l'obtenant en siège (40 élus sur 53), tandis que « Changer, c'est capital » obtient un assez bon score avec 33,11 % des suffrages et 9 conseillers municipaux, suivi de Simon Loueckhote (17,47 %, 3 élus). Le maire sortant est donc réélu pour un nouveau mandat le 31 mars 2008 et Sonia Lagarde reprend alors la tête de l'opposition la plus importante au sein du conseil municipal du chef-lieu de la Nouvelle-Calédonie.

### Députée de la Nouvelle-Calédonie
Le conseil politique de Calédonie ensemble, réuni à l'Hôtel Royal Tera de Nouméa le 24 mars 2012, choisit Sonia Lagarde pour être la candidate du parti aux élections législatives de juin 2012 dans la 1re circonscription (Nouméa, l'île des Pins et les Îles Loyauté), face au député sortant du Rassemblement-UMP Gaël Yanno. Elle a pour suppléante Hélène Iekawé, comme porte-parole de campagne Philippe Dunoyer et pour présidents du comité de soutien Frédéric de Greslan et Évelyne Lèques. Au premier tour, elle arrive en deuxième position avec 9 404 voix et 26,76 % des suffrages exprimés, soit 1 475 votes et 4,2 points de moins que Gaël Yanno. Au second tour, elle bat ce dernier et devient donc la première femme élue député en Nouvelle-Calédonie, avec 17 337 électeurs (53,93 %) ainsi que 2 526 votes et 7,86 points d'avance.
Le 16 juillet 2012, elle annonce sa démission du Congrès et de l'Assemblée de la Province Sud, pour ne conserver que son mandat municipal à Nouméa. Elle est remplacée le jour même par Monique Millet au Congrès et Sandrine Sappey à l'Assemblée de la Province Sud.
Elle rejoint le 26 juin 2012, comme Philippe Gomès, le groupe parlementaire de l'Union des démocrates et indépendants (UDI), créé la semaine précédente par des personnalités du centre-droit autour de Jean-Louis Borloo. Elle signe d'ailleurs, le 18 septembre 2012, le pacte fondateur de l'Union des démocrates et indépendants, le parti créé sur la base du groupe parlementaire éponyme par Jean-Louis Borloo pour rassembler le centre et le centre droit. Le 28 juin, elle devient l'une des quatre secrétaires de la Commission des affaires culturelles et de l'éducation. Elle est également membre de la délégation de l’Assemblée nationale aux droits des femmes et à l’égalité des chances entre les hommes et les femmes, vice-présidente de la délégation aux Outre-mer et vice-présidente du groupe d'amitié France-Japon. 
Elle est par la suite la porte-parole de son groupe, avec Gilles Bourdouleix et Édouard Fritch, dans les travaux et débats législatifs préparatoires sur le projet de loi sur le harcèlement sexuel préparé par Christiane Taubira et Najat Vallaud-Belkacem, défendant notamment des amendements visant à étendre les dispositions de ce texte aux territoires à régime de spécialité législative, tels la Nouvelle-Calédonie, la Polynésie française ou Wallis-et-Futuna,. Elle est rapporteur pour avis de la Commission des affaires culturelles et de l'éducation sur le programme 334 « Livre et industries culturelles » de la mission « Médias, livre et industries culturelles » sur le projet de loi de finances pour 2013, délivrant son rapport le 10 octobre 2012 et le présentant en séance plénière le 31 octobre suivant. Elle y affirme son soutien aux libraires, notamment indépendant, et appelle à une rationalisation des aides aux librairies (passant par une meilleure coordination entre l'État et les collectivités et une clarification des rôles, en particulier à travers la désignation d'un guichet unique), montre notamment son intérêt pour la proposition de Bruno Parent de taxer les achats effectués sur le réseau Dilicom, et remet en question l'utilisation de la remise de 5 % sur le prix unique du livre qu'elle affirme « détournée par des opérateurs de vente en ligne qui incluent les frais de livraison dans la réduction autorisée »,. 
Lors des deux lectures du projet de loi ouvrant le mariage aux couples de personnes de même sexe (dit du « mariage pour tous »), le 12 février puis le 23 avril 2013, elle est l'une des rares députées UDI à voter en faveur du texte ; son collègue Philippe Gomès se prononce également pour.
Le 15 juin 2013, elle est nommée en tant que « ministre » de la Mer et de l'Outre-mer au sein du contre-gouvernement de l'UDI, faisant ainsi partie des quinze membres de l'équipe resserrée de ce « Shadow Cabinet » sous la direction de Jean-Louis Borloo et la coordination d'Yves Jégo. Elle est ainsi chargée de contrer au nom du parti le ministre des Outre-mer Victorin Lurel et celui délégué à la Mer Frédéric Cuvillier.

### Maire de Nouméa
Elle annonce sa candidature à l'élection municipale de 2014 à Nouméa le 5 décembre 2013, avec cette fois l'investiture de Calédonie ensemble. Intitulant sa liste « Avec nous, ça va changer » et étant entourée de Philippe Dunoyer (membre du gouvernement local) et de Paul Qaeze (premier médecin libéral d'origine kanak et président du club de football du Gaïtcha FCN implanté à Nouméa), elle critique la majorité sortante qui selon elle « n'a pas su anticiper les problèmes d'une ville de 100 000 habitants », et affirme vouloir construire « une ville qui bouge, chaleureuse et accueillante ». Elle place en tête de ses préoccupations la sécurité, la justice, la solidarité, la mise en place d'une démocratie participative pour répondre aux aspirations de la jeunesse et des retraités, le rééquilibrage en faveur des quartiers nord (elle parle de « plan Marshall ») et le développement des animations. Elle affirme, avant le premier tour, qu'elle démissionnera de son mandat de députée au cas où elle serait élue maire. 
Sa liste arrive en tête au premier tour, le 23 mars 2014, avec 12 431 voix et 36,28 % des suffrages exprimés, talonnée par celle du premier adjoint sortant, Gaël Yanno (34,66 %). Au second tour, le 30 mars 2014, elle remporte l'élection avec 17 696 voix (51,62 %) et 1 108 votes (3,24 points) d'avance sur Gaël Yanno, qui avait fusionné avec la liste d'un autre adjoint sortant, Jean-Claude Briault, arrivé troisième au premier tour. Sa liste obtient 40 des 53 sièges à pourvoir. À l'issue de son élection par le conseil municipal, le 5 avril 2014, elle devient la première femme maire de Nouméa, succédant à Jean Lèques, qui se retire après 28 ans de mandats.
Elle revient en novembre 2014 sur sa décision de démissionner de son mandat de députée, et reste députée pendant son mandat de maire. Ce choix entraîne des tensions avec l'un de ses adjoints, Philippe Dunoyer. Ainsi, la majorité municipale se scinde en deux en 2015 en raison notamment de ce refus de démissionner de son mandat de député, d'un rythme parfois jugé trop lent dans la mise en place des réformes promises (l'accusant notamment d'avoir oublier sa promesse d'un « plan Marshall pour les quartiers Nord »), d'une prise de distance de plus en plus affichée de la première magistrate vis-à-vis de la direction de Calédonie ensemble et d'accusations venant de certains membres de la municipalité au sujet d'un manque de concertation au sein de la majorité,. Le 23 juin 2015, avec cinq des quatorze autres adjoints et 15 des 25 autres conseillers municipaux issus de « Avec nous, ça va changer », Philippe Dunoyer crée son propre groupe politique au conseil, baptisé simplement « Calédonie ensemble », et en prend la direction. Tout en déclarant et agissant toujours comme faisant partie de la majorité, il justifie cette scission par l'expression d'une sensibilité différente concernant l'intensité et le rythme à donner à l'application du programme de campagne : « C’est un groupe qui est là pour co-construire et proposer une optimisation du fonctionnement municipal. L’affirmation d’une sensibilité qui pense pouvoir faire des propositions, un peu mieux, un peu mieux entendues peut-être. [...] Ça va dépendre de comment ça va se passer. On va faire des propositions, on va voir si elles seront acceptées… ». Ce groupe Calédonie ensemble est rejoint en juillet 2017 par un autre adjoint, Daniel Leroux, chargé jusque-là de l'urbanisme mais qui s'est vu retirer cette délégation pour avoir exposé publiquement ses désaccords avec le maire sur plusieurs projets d'aménagement.
Mise en difficulté véritablement que lors de l'adoption du budget pour l'année 2018, Sonia Lagarde se défend en dénonçant l'autoritarisme des dirigeants de Calédonie ensemble ainsi que le manque d'implication de ces élus frondeurs dans la gestion municipale, tout en niant tout renoncement de son programme. Elle déclare ainsi : « Quand on me dit que l’ADN de Calédonie ensemble, c’est les quartiers nord, ça veut dire que les autres quartiers on les laisse tomber ? Et les quartiers sud, les quartiers est, les quartiers ouest ? Il en faut pour tout le monde quand on gère une ville. Je n’ai aucun état d’âme là-dessus, et en plus c’est faux. On a fait beaucoup de travaux sur les quartiers nord. Vingt-cinq milliards d’investissement, dont quinze dans les quartiers nord. » Pour elle, en mars 2018, « 90 % des engagements [...] ont été réalisés ». Pour le bilan de sa première partie de mandat, elle met notamment en avant les mesures consacrées aux questions de sécurité (réforme de la police municipale, armement de celle-ci avec des lanceurs de balle de défense, augmentation de la vidéosurveillance et de l'éclairage public, projet de brigade canine, soutien au choix de deux quartiers de la presqu'île de Ducos, Tindu et Kaméré, par l'État pour expérimenter la nouvelle police de sécurité du quotidien dès septembre 2018), la reprise en main de certains projets lancés par la précédente mandature (abandon du projet d'aménagement du port, jugé trop coûteux, au profit d'un chantier architectural et paysager sur le quai Jules-Ferry lancé en 2018 pour être terminé en 2021, relance ou réorientation des aménagements de la rue de l'Alma ou du Carré Rolland, refonte des conseils de quartiers) ainsi que l'élargissement des trottoirs et des zones piétonnières, le développement de jardins collectifs dans les quartiers visant à « favoriser le vivre-ensemble » entre les différentes communautés, ou encore l'augmentation des animations et manifestations festives (comme une « fête de la Lumière » annuelle, des « dimanche en modes doux », des « fêtes des quartiers » annuelles par secteur à partir de 2016 accompagnées de « jeux interquartiers » organisés sur le modèle d'Intervilles en 2018, par exemple). 
Pour la fin de la mandature, elle annonce l'entrée de la commune dans « une phase de grands chantiers », dont surtout la construction à partir de 2016 pour une livraison à la fin de l'année 2018 et une ouverture au public au début 2019 d'un centre aquatique dans le quartier de Magenta (comprenant, sur 5 000 m2, un bassin de compétition de 25 mètres et six couloirs, un bassin d’apprentissage avec un toboggan, une vague statique, une lagune de jeux, des pentaglisses), présenté par les médias locaux comme « l'un des plus gros chantiers menés par la ville » et par ses opposants comme un projet « pharaonique ». La municipalité lance également en 2016 un plan d'aménagement du littoral, centré sur le rachat à des promoteurs privés du terrain dit des « Cinq îles » au fond de la baie de Sainte-Marie, initialement destiné à la construction d'immeubles d'habitats collectifs, pour en faire un parc urbain de plus de 3 ha. Ce chantier, qui a accéléré la rupture avec le groupe Calédonie ensemble et son adjoint Daniel Leroux et a coûté 400 millions de Francs CFP (3,352 millions d'euros), aboutit à l'inauguration le 15 décembre 2019 de cet espace à la fois de loisir, vert et culturel, comprenant un espace arboré (avec plus de 200 arbres à ombrage adaptés au bord de mer plantés, comme des terminalia, des cerisiers bleus, des bois de rose, des tamanous ou des faux manguiers, tandis que la périphérie du parc est entièrement végétalisée en 2017), une « maison de la biodiversité » destinée à la sensibilisation du public à l’environnement, des pontons d’observation de la mangrove, un amphithéâtre en plein air (aire de 500 m2 de béton désactivé le long d'un canal s'enfonçant dans la mangrove, appelé localement « arroyo », entouré de 400 m2 de gradins de bois pour accueillir spectacles, concerts ou animations), un snack-glacier et une « plaine des loisirs » (une aire de jeu pour enfants avec jeux en bois et un jeu de cordage géant de 400 m2, un espace de street workout, une table de teqball et des poteaux pour slackline). Trois aires de stationnement pour 172 places sont également aménagées, et il est prévu de relier ce parc au parcours pédagogique déjà existant de la presqu'île de Ouémo par une passerelle en bois de 60 m pour traverser l'« arroyo », ce qui complèterait un parcours pédestre et cycliste presque continu sur l'ensemble du littoral sud de Nouméa, de la baie des Citrons à Ouémo en passant par le Ouen Toro. Un autre parc urbain est pour sa part aménagé en bord de mangrove dans les quartiers Nord de mars à novembre 2019, à Kaméré sur la presqu'île de Ducos, avec une piste mixte piétons-cycle de 3 m de large en enrobé, deux aires de jeux en bois, une glissière en bois et métal et un nouvel éclairage public pour sécuriser l'espace,.
Elle parraine Nathalie Kosciusko-Morizet pour la primaire présidentielle des Républicains de 2016 mais apporte ensuite son soutien, durant cette campagne, à Alain Juppé, comme 17 autres députés UDI (dont Philippe Gomès). Le maire de Bordeaux rejetant finalement l'idée de se présenter, elle finit par apporter publiquement son soutien, deux jours avant le premier tour, à Emmanuel Macron. Après la présidentielle, remportée par ce dernier, elle adhère à La République en marche (LREM). En mars 2018, elle précise ainsi son appartenance politique : « Je suis en relation avec En Marche à Paris et avec le représentant en Nouvelle-Calédonie de manière régulière. Sans doute serais-je amenée à jouer un rôle plus important. Ici, je ne suis plus Calédonie ensemble, je n’ai pas de parti, et pour l’instant, c’est bien comme ça. En marche, ça me suffit. »
Le 2 mai 2019, en vue des élections provinciales ayant lieu dix jours plus tard, Sonia Lagarde apporte son soutien à L'Avenir en confiance, coalition non-indépendantiste opposée à Calédonie ensemble et comprenant des formations associées aux Républicains (Le Rassemblement et le MPC) mais aussi des partis sans affiliation nationale comme Les Républicains calédoniens. Plusieurs personnalités proches de Sonia Lagarde avaient déjà rejoint ce dernier parti, comme ses adjoints Marc Zeisel (animateur du pôle projet des Républicains calédoniens) et Françoise Suvé (quatrième sur la liste de L'Avenir en confiance), ou encore la conseillère municipale Valérie Laroque-Daly (vice-présidente du parti). De plus, Sonia Lagarde s'était déjà rapprochée de certaines personnalités des Républicains calédoniens elles aussi membres de La République en marche, notamment d'Isabelle Lafleur.
Elle annonce briguer un deuxième mandat le 5 février 2020. Sa liste, appelée « Avec vous, pour Nouméa », comprend des élus du groupe « Avec nous, ça va changer » (comme les adjoints Jean-Pierre Delrieu, Chantal Bouye, Françoise Suvé, Tristan Derycke, Diane Bui Duyet, Marc Zeisel, Kareen Cornaille, et Anne-Christine Chimenti), des personnalités des Républicains calédoniens (la présidente d'honneur de ce parti et conseillère municipale sortante Isabelle Lafleur, les conseillers provinciaux du Sud et membres du Congrès Philippe Blaise et Naia Wateou, ou encore le champion handisport Nicolas Brignone, le conseiller municipal sortant Hnadriane Hnadriane), du Rassemblement-LR (les collaborateurs de membres du gouvernement Cindy Pralong ou Christophe Delière) ou du MPC (le candidat aux élections européennes de 2019 et secrétaire général adjoint du parti Sacha Bénisti, la collaboratrice de Gil Brial Muriel Germain). Elle s'ouvre également à des candidats de la petite liste transformiste et attrape-tout « Construire autrement », qui avait fait campagne sur les thèmes de la lutte contre la corruption et pour dépasser le clivage traditionnel pour ou contre l'indépendance aux provinciales de 2019 (la cofondatrice de l'épicerie solidaire des étudiants Vaimoe Albanese et l'ancien président du Comité jeunesse de Nouvelle-Calédonie Warren Naxue). Son programme s'inscrit dans la continuité avec la poursuite des travaux d'assainissement, de la réfection des voiries, de l'aménagement de pistes cyclables tout particulièrement dans les quartiers Nord, du développement d'axes verts, du traitement de l'érosion sur l’Anse Vata ou du déploiement de la vidéo-surveillance. Elle obtient une nette victoire dès le premier tour, avec 18 689 voix et 63,93 % des suffrages, soit sept fois plus que la liste arrivée deuxième, celle de Calédonie ensemble conduite par l'avocate et nouvelle élue du Congrès Magali Manuohalalo (8,82 %, deux élus). Sonia Lagarde obtient ainsi 46 sièges sur 53, avec lesquels elle se fait réélire à la tête de la municipalité le 26 mai 2020.

## Décorations
- Chevalier de la Légion d'honneur[64]